# Тальвейла
Тальвейла (ісп. Talveila) — муніципалітет в Іспанії, у складі автономної спільноти Кастилія-і-Леон, у провінції Сорія. Населення — 146 осіб (2010).
Муніципалітет розташований на відстані близько 160 км на північ від Мадрида, 41 км на захід від Сорії.
На території муніципалітету розташовані такі населені пункти: (дані про населення за 2010 рік)
- Канталусія: 25 осіб
- Фуентеканталес: 7 осіб
- Тальвейла: 114 осіб

## Демографія
Динаміка населення (INE ):